# Araksavan
Araksavan là một đô thị thuộc tỉnh Ararat, Armenia. Dân số ước tính năm 2011 là 833 người.